# Fenc bord
El fenc bord (Trifolium angustifolium) és una planta herbàcia teròfita de la família de les fabàcies.

## Descripció

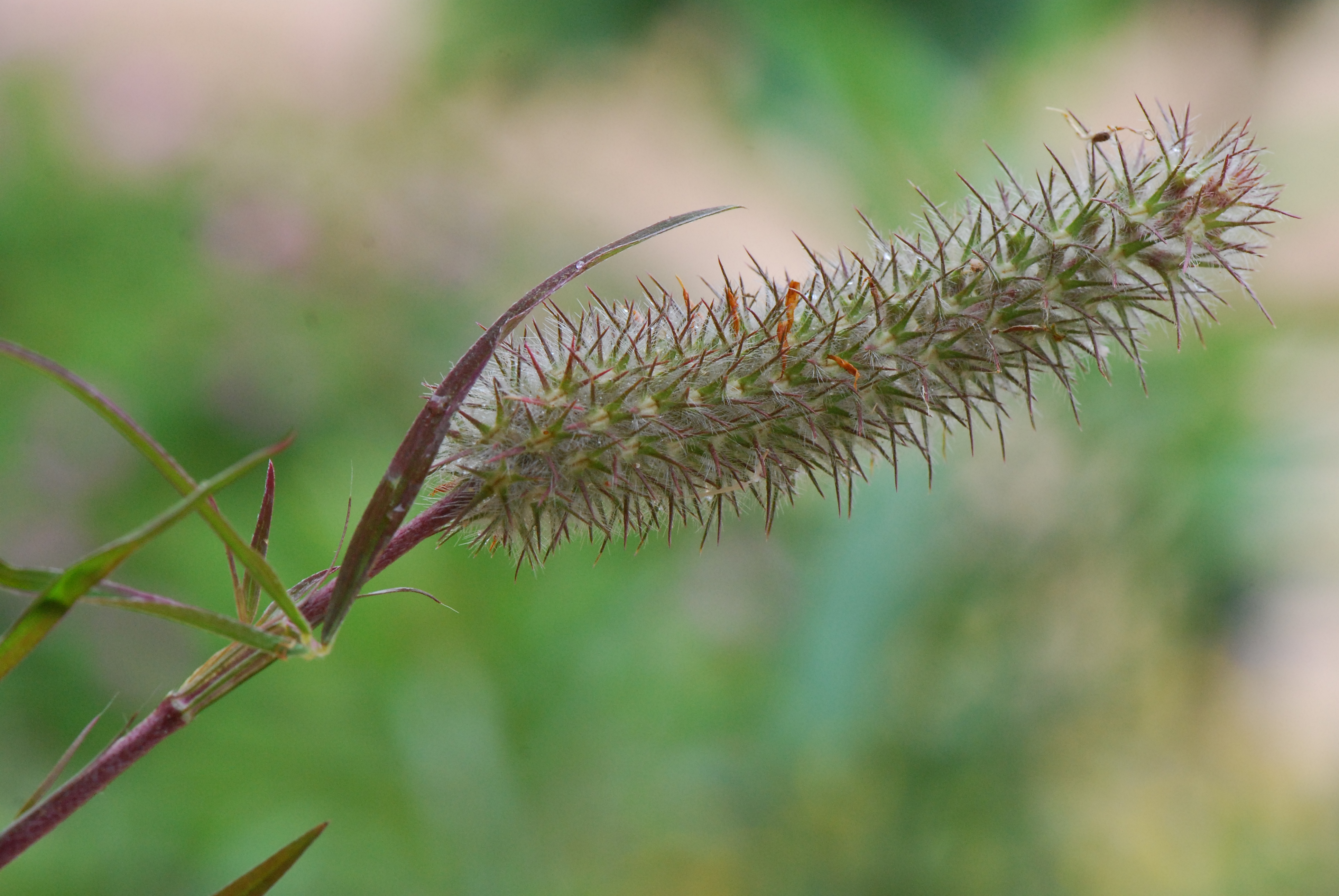
Inflorescència del fenc bord

Planta anual pubescent, amb tiges de fins a 40 a 50 centímetres, ramosos i escassos. Les fulles són peciolades, trifoliades amb folíols de 2 a 8 centímetres de llarg i de 2 a 4 mil·límetres d'amplada, linears aguts, dentats a l'extrem i pubescents per les dues cares. Les superiors no tenen pecíol. Estípules lanceolades agudes, clarament nervades i tubulars per la base. Les flors són rosades, d'uns 10 a 12 mil·límetres, estretament ovalades, gruixudes i pedunculades. Aquestes estan aïllades en una inflorescència cilíndrica. El calze amb 10 nervis, densament pubescent per l'exterior i glabres per l'interior; presenta sèpals aguts i ciliats, soldats en la seua part inferior en forma de tub, que en la maduresa, queda tancat per dos sortints. L'obertura de les flors es produeix pràcticament a l'uníson. El fruit està envoltat pel calze. Floreix des d'abril fins a juliol.

## Distribució
En general, mediterrània. Es troba en  garrigues i voreres de camins i es presenta en comunitats terofítiques. Li agraden els sòls arenosos i secs.
La trobem a les províncies d'Alacant, Barcelona, Castelló, Girona, Illes Balears, Tarragona i València.